# 法國交通
法國是世界上交通網最發達的國家之一，平均每100平方公里的國土就有和146公里長的公路和6.2公里長的鐵路。法國的交通網是以巴黎為中心構建的。在古羅馬時期，法國已有大規模交通網。近代之後，法國交通開始快速發展，修建了內陸運河網。現在法國有51,401公里長的鐵路，但鐵路只佔法國交通總量的不到10%。法國的TGV是世界速度最快的高鐵之一。法國在2009年公路長度1,000,960公里，擁有世界上僅次於美國、加拿大、德國的第四大高速公路網。法國是歐洲汽車化最發達的國家之一，2005年有85%的人使用汽車出行。

## 铁路

### 铁路
法国铁路网总长为31 939 km（其中 31 840 km 由法国国家铁路公司经营），由SNCF路网管理。路网共有14 176 km电气化线路，12 132 km复线铁路。法国铁路2013年的总债务为337亿欧元。
电气化铁路分为1 500 V直流与 25 000 V单相交流。
法国铁路网共有两种轨距：
- 标准轨距：31 840 km
- 米轨：99 km

法国火车左侧行驶（阿尔萨斯与摩泽尔省除外）。
主要铁路业务集中在主要线路上：30%的网络承担了78%的流量，最少用的46% 只承担6%的业务。车站与乘降所也是如此：12%的车站（366个）承担了85%的旅客（17亿人次）， 56%最少客流的车站只承担 1,7%的旅客。

### 地铁
法国最老的地铁系统是巴黎地铁，由巴黎大众运输公司运营。
在二十世纪下半叶，里尔、里昂、马赛、图卢兹与雷恩也兴建了地铁。

### 电车
公共电车在二十世纪五十年代末在法国几乎消失了。后在八十年代中期又有新的电车系统开始建设。

#### 存留至今的线路
- 马赛 1893-2004：2007年新建线路，原68路翻新成为现T1线。
- 里尔 1909-1991：1994年翻新
- 圣埃蒂安：1881年-至今

#### 服务中的线路
- 南特 (1985)
- 格勒诺布尔 (1987)
- 巴黎市郊 (1992)，巴黎（2006）
- 斯特拉斯堡 (1994)
- 鲁昂 (1994)
- 南锡 (2000)（胶轮电车）
- 奥尔良 (2000)
- 蒙彼利埃 (2000)
- 里昂 (2001)
- 卡昂 (2002)
- 波尔多 (2003)
- 米卢斯 (2006)
- 瓦朗谢讷 (2006)
- 克莱蒙费朗 (2006)（胶轮电车）
- 勒芒 (2007)
- 尼斯 (2007)
- 马赛 (2007)
- 图卢兹 (2010)
- 兰斯 (2011)
- 昂热 (2011)
- 勒阿弗尔 (2012)
- 布雷斯特 (2012)
- 第戎 (2012)
- 图尔 (2013)
- 贝桑松 (2014)
- 欧巴涅 (2014)

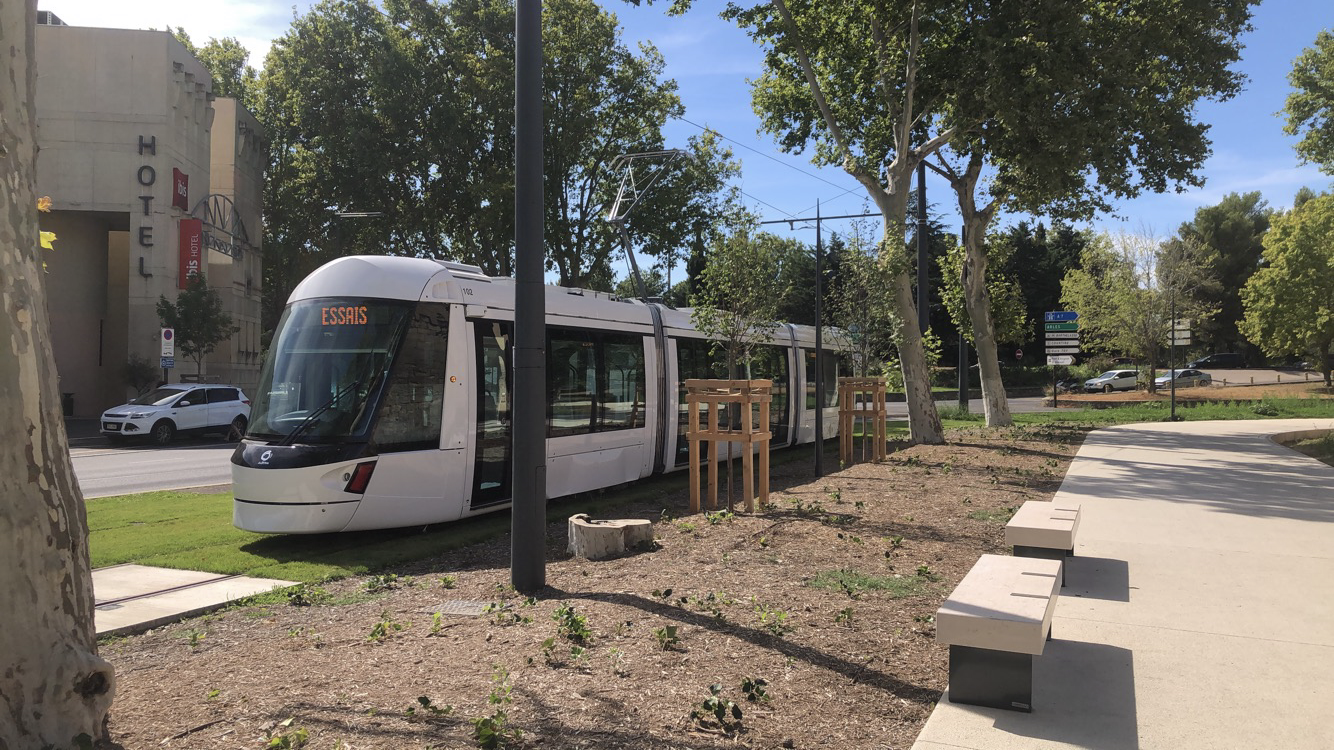
阿维尼翁电车是法国最新的电车网络

- 圣路易 (2017) : 3号线延伸至巴塞尔

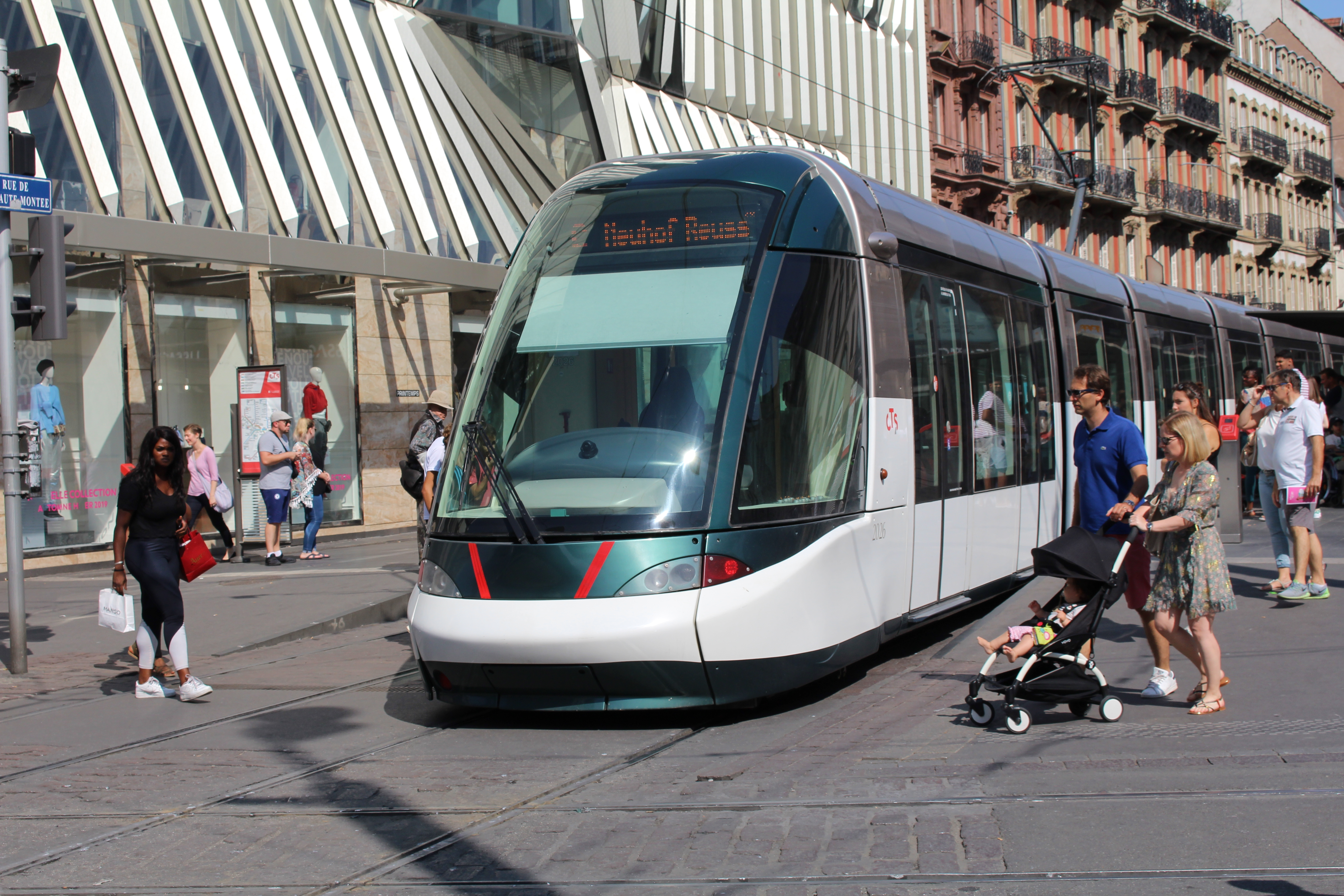
斯特拉斯堡电车是法国最大的电车网络

- 阿维尼翁 (2019)

#### 计划中的线路
- 昂热 (2019)
- 南锡 (2023) （胶轮电车更换为传统铁轨电车）